# Isidro López-Aparicio
Isidro López-Aparicio (Santisteban del Puerto, província de Jaén, 1967) és un artista, professor universitari i comissari andalús. La seva obra artística es desenvolupa en els àmbits de les arts plàstiques i visuals, la instal·lació i l'art d'acció. És doctor en belles arts, treballa com a professor titular de la Universitat de Granada, on és director del grup de recerca de l'Estat "Creació, Edició i Conservació de la Imatge". Ha publicat diversos llibres. López Aparicio treballa amb objectes, els rescata. A través de la seva gestió, recol·lecció, catalogació, reubicació, descontextualització i reinterpretació convida a mirar, i a reflexionar de manera crítica sobre els objectes mateixos, sobre què signifiquen i com estan relacionats amb l'economia de lliure mercat.

## Exposicions destacades
- 2015 - Universitat Politècnica de València - Sobre el como y el cuanto.[5]
- 2016 - Artium - Isidro López-Aparicio. La memoria de los objetos. Praxis[4]

## Publicacions
- Art research on context: the P-Fabric Project. New York: Downhill Publishing, D.L. 2014.
- Invertidos: aprendiendo a relacionarnos. Inverted: learning how to relate. [Granada] : [Twin Gallery], D.L. 2014.
- Brecha de fragilidad: análisis sobre la muerte y la esperanza de vida ante la longevidad. The fragility gap: an analysis of death and life expectancy in the face of longevity. Granada: Editorial Universidad de Granada, 2009.
- Nodo-red. Cartagena: Ayuntamiento de Cartagena, Concejalía de Cultura, 2004.
- Arte político y compromiso social. El Arte como transformación creativa de conflictos. Murcia: CENDEAC, 2016.